# Campeonato Ecuatoriano de Fútbol Serie B 1979
El Campeonato Ecuatoriano de Fútbol Serie B 1979, conocido oficialmente como «Campeonato Nacional de Fútbol Serie B 1979», fue la 13.ª y 14.ª edición del Campeonato nacional de fútbol profesional de la Serie B en Ecuador si se cuentan como torneos cortos y 8.ª en años. El torneo fue organizado por la Federación Ecuatoriana de Fútbol. Para esta edición del torneo se jugó solamente con 9 equipos debido a que los conjuntos de U. D. Valdez y Olmedo decidieron no participar en el torneo de la Serie B, y por ende este fue el único torneo de la Serie B que no hubo descenso a la segunda categoría.
Manta Sport obtuvo por primera vez el título en su historia al lograr ganar la Primera etapa, mientras que El Nacional, logró su primer título en el de la Segunda etapa.

## Sistema de juego
El Campeonato Ecuatoriano de la Serie B 1979 se jugó de la siguiente manera.
Primera etapa
Se jugó un total de 18 fechas en encuentros de ida y vuelta; los dos equipos que se ubiquen en 1.º y en 2.º lugar serían reconocidos como campeón y subcampeón nacional y lograrían el ascenso.
Segunda etapa
Se jugó con el mismo sistema de la primera etapa con un total de 18 fechas en encuentros de ida y vuelta, los dos equipos que logren la mayoría de puntos lograrían el ascenso para el Campeonato Ecuatoriano de Fútbol 1980, en caso de que al finalizar el torneo hayan empatado en puntos equipos que no hayan logrado ser campeón, es decir que se ubicarían en el 2.º. y 3er. lugar jugarían un encuentro del desempate por el subtítulo.

## Primera etapa

### Relevo semestral de clubes
| Pos. | de la Segunda etapa de la Serie A                           |
| ---- | ----------------------------------------------------------- |
| 9º   | U. D. Valdez (No se presentó a jugar en la Serie B de 1979) |
| 10º  | Liga de Portoviejo                                          |

| Pos. | de la Segunda etapa de la Serie B |
| ---- | --------------------------------- |
| 1º   | América de Quito                  |
| 2º   | Liga de Quito                     |

| Pos. | de la Serie B                                                                 |
| ---- | ----------------------------------------------------------------------------- |
| 1º   | Olmedo (No se presentó a jugar en la Segunda Categoría desde 1979 hasta 1981) |
| 2º   | Luq San                                                                       |
| 3º   | Milagro S. C.                                                                 |

| Pos. | de la Segunda Categoría |
| ---- | ----------------------- |
| 1º   | L. D. Estudiantil       |

### Datos de los clubes
Estos son los 9 equipos que intervinieron en el campeonato ecuatoriano de fútbol Serie B de 1979 en la Primera etapa tras la deserción de U. D. Valdez y Olmedo.
| Equipo             | Ciudad                                                                             | Provincia       |
| ------------------ | ---------------------------------------------------------------------------------- | --------------- |
| Aucas              | Quito                                                                              | Pichincha       |
| Audaz Octubrino    | Machala / Milagro                                                                  | El Oro / Guayas |
| Deportivo Quevedo  | Quevedo                                                                            | Los Ríos        |
| Everest            | Guayaquil                                                                          | Guayas          |
| L. D. Estudiantil  | Guayaquil                                                                          | Guayas          |
| Liga de Cuenca     | Cuenca                                                                             | Azuay           |
| Liga de Portoviejo | Portoviejo                                                                         | Manabí          |
| Manta Sport        | [[Archivo:\|class=notpageimage noviewer\|20x20px\|border\|Bandera de Manta]] Manta | Manabí          |
| 9 de Octubre       | Guayaquil                                                                          | Guayas          |

### Equipos por ubicación geográfica
| Provincia | N.º | Equipos                                      |
| --------- | --- | -------------------------------------------- |
| Guayas    | 3   | - Everest - L. D. Estudiantil - 9 de Octubre |
| Manabí    | 2   | - Liga de Portoviejo - Manta Sport           |
| Azuay     | 1   | - Liga de Cuenca                             |
| El Oro    | 1   | - Audaz Octubrino                            |
| Los Ríos  | 1   | - Deportivo Quevedo                          |
| Pichincha | 1   | - Aucas                                      |

| Manta Sport Liga de Portoviejo Audaz Octubrino Everest L. D. Estudiantil 9 de Octubre Deportivo Quevedo Aucas Liga de Cuenca |

### Partidos y resultados
| Fecha 1         | Fecha 1   | Fecha 1           |
| Equipo Local    | Resultado | Equipo Visitante  |
| --------------- | --------- | ----------------- |
| 9 de Octubre    | 2 - 1     | Deportivo Quevedo |
| Manta Sport     | 2 - 1     | Everest           |
| Audaz Octubrino | 1 - 0     | LDE               |
| Liga de Cuenca  | 2 - 1     | Aucas             |

| Fecha 2            | Fecha 2   | Fecha 2           |
| Equipo Local       | Resultado | Equipo Visitante  |
| ------------------ | --------- | ----------------- |
| LDE                | 2 - 4     | Deportivo Quevedo |
| Manta Sport        | 3 - 0     | Aucas             |
| Liga de Portoviejo | 1 - 1     | Audaz Octubrino   |
| Liga de Cuenca     | 2 - 1     | Everest           |

| Fecha 3            | Fecha 3   | Fecha 3          |
| Equipo Local       | Resultado | Equipo Visitante |
| ------------------ | --------- | ---------------- |
| 9 de Octubre       | 0 - 0     | Manta Sport      |
| Liga de Portoviejo | 4 - 0     | LDE              |
| Deportivo Quevedo  | 1 - 1     | Audaz Octubrino  |
| Aucas              | 5 - 1     | Everest          |

| Fecha 4         | Fecha 4   | Fecha 4            |
| Equipo Local    | Resultado | Equipo Visitante   |
| --------------- | --------- | ------------------ |
| 9 de Octubre    | 1 - 1     | Liga de Portoviejo |
| Manta Sport     | 5 - 0     | Deportivo Quevedo  |
| Audaz Octubrino | 1 - 1     | Aucas              |
| Liga de Cuenca  | 2 - 0     | LDE                |

| Fecha 5           | Fecha 5   | Fecha 5            |
| Equipo Local      | Resultado | Equipo Visitante   |
| ----------------- | --------- | ------------------ |
| 9 de Octubre      | 3 - 3     | Liga de Cuenca     |
| Manta Sport       | 2 - 0     | Audaz Octubrino    |
| Deportivo Quevedo | 0 - 2     | Everest            |
| Aucas             | 2 - 0     | Liga de Portoviejo |

| Fecha 6            | Fecha 6   | Fecha 6           |
| Equipo Local       | Resultado | Equipo Visitante  |
| ------------------ | --------- | ----------------- |
| LDE                | 2 - 2     | Aucas             |
| Liga de Portoviejo | 1 - 1     | Everest           |
| Audaz Octubrino    | 0 - 0     | 9 de Octubre      |
| Liga de Cuenca     | 4 - 2     | Deportivo Quevedo |

| Fecha 7           | Fecha 7   | Fecha 7            |
| Equipo Local      | Resultado | Equipo Visitante   |
| ----------------- | --------- | ------------------ |
| LDE               | 2 - 0     | 9 de Octubre       |
| Everest           | 2 - 0     | Audaz Octubrino    |
| Manta Sport       | 2 - 1     | Liga de Cuenca     |
| Deportivo Quevedo | 0 - 0     | Liga de Portoviejo |

| Fecha 8           | Fecha 8   | Fecha 8            |
| Equipo Local      | Resultado | Equipo Visitante   |
| ----------------- | --------- | ------------------ |
| Everest           | 2 - 3     | 9 de Octubre       |
| LDE               | 3 - 4     | Manta Sport        |
| Deportivo Quevedo | 0 - 0     | Aucas              |
| Liga de Cuenca    | 0 - 1     | Liga de Portoviejo |

| Fecha 9            | Fecha 9   | Fecha 9          |
| Equipo Local       | Resultado | Equipo Visitante |
| ------------------ | --------- | ---------------- |
| LDE                | 0 - 3     | Everest          |
| Audaz Octubrino    | 1 - 0     | Liga de Cuenca   |
| Liga de Portoviejo | 1 - 0     | Manta Sport      |
| Aucas              | 6 - 0     | 9 de Octubre     |

| Fecha 10        | Fecha 10  | Fecha 10          |
| Equipo Local    | Resultado | Equipo Visitante  |
| --------------- | --------- | ----------------- |
| 9 de Octubre    | 3 - 1     | Deportivo Quevedo |
| Manta Sport     | 3 - 0     | Everest           |
| Audaz Octubrino | 6 - 0     | LDE               |
| Liga de Cuenca  | 1 - 3     | Aucas             |

| Fecha 11     | Fecha 11  | Fecha 11           |
| Equipo Local | Resultado | Equipo Visitante   |
| ------------ | --------- | ------------------ |
| LDE          | 1 - 1     | Liga de Cuenca     |
| 9 de Octubre | 2 - 1     | Liga de Portoviejo |
| Manta Sport  | 2 - 0     | Deportivo Quevedo  |
| Aucas        | 4 - 1     | Audaz Octubrino    |

| Fecha 12        | Fecha 12  | Fecha 12           |
| Equipo Local    | Resultado | Equipo Visitante   |
| --------------- | --------- | ------------------ |
| LDE             | 1 - 2     | Liga de Portoviejo |
| Everest         | 1 - 2     | Aucas              |
| Manta Sport     | 7 - 1     | 9 de Octubre       |
| Audaz Octubrino | 4 - 1     | Deportivo Quevedo  |

| Fecha 13          | Fecha 13  | Fecha 13           |
| Equipo Local      | Resultado | Equipo Visitante   |
| ----------------- | --------- | ------------------ |
| Everest           | 0 - 1     | Liga de Cuenca     |
| Audaz Octubrino   | 0 - 0     | Liga de Portoviejo |
| Deportivo Quevedo | 4 - 1     | LDE                |
| Aucas             | 2 - 1     | Manta Sport        |

| Fecha 14           | Fecha 14  | Fecha 14          |
| Equipo Local       | Resultado | Equipo Visitante  |
| ------------------ | --------- | ----------------- |
| Everest            | 4 - 2     | Deportivo Quevedo |
| Audaz Octubrino    | 0 - 0     | Manta Sport       |
| Liga de Portoviejo | 4 - 1     | Aucas             |
| Liga de Cuenca     | 2 - 2     | 9 de Octubre      |

| Fecha 15          | Fecha 15  | Fecha 15           |
| Equipo Local      | Resultado | Equipo Visitante   |
| ----------------- | --------- | ------------------ |
| 9 de Octubre      | 1 - 1     | Audaz Octubrino    |
| Everest           | 2 - 0     | Liga de Portoviejo |
| Deportivo Quevedo | 3 - 2     | Liga de Cuenca     |
| Aucas             | 6 - 2     | LDE                |

| Fecha 16           | Fecha 16  | Fecha 16          |
| Equipo Local       | Resultado | Equipo Visitante  |
| ------------------ | --------- | ----------------- |
| 9 de Octubre       | 2 - 2     | LDE               |
| Audaz Octubrino    | 3 - 3     | Everest           |
| Liga de Portoviejo | 0 - 1     | Deportivo Quevedo |
| Liga de Cuenca     | 1 - 1     | Manta Sport       |

| Fecha 17           | Fecha 17  | Fecha 17          |
| Equipo Local       | Resultado | Equipo Visitante  |
| ------------------ | --------- | ----------------- |
| Everest            | 5 - 3     | 9 de Octubre      |
| Manta Sport        | 7 - 0     | LDE               |
| Liga de Portoviejo | 0 - 0     | Liga de Cuenca    |
| Aucas              | 3 - 0     | Deportivo Quevedo |

| Fecha 18       | Fecha 18  | Fecha 18           |
| Equipo Local   | Resultado | Equipo Visitante   |
| -------------- | --------- | ------------------ |
| Everest        | 3 - 0     | LDE                |
| 9 de Octubre   | 2 - 1     | Aucas              |
| Manta Sport    | 1 - 2     | Liga de Portoviejo |
| Liga de Cuenca | 2 - 0     | Audaz Octubrino    |

### Tabla de posiciones
|  |  |    | Equipo             | PJ | PG | PE | PP | GF | GC | DG  | PTS |
|  |  | -- | ------------------ | -- | -- | -- | -- | -- | -- | --- | --- |
|  |  | 1. | Manta Sport        | 16 | 10 | 3  | 3  | 40 | 12 | +28 | 23  |
|  |  | 2. | Aucas              | 16 | 9  | 3  | 4  | 28 | 20 | +16 | 21  |
|  |  | 3. | Liga de Portoviejo | 16 | 6  | 6  | 4  | 18 | 13 | +5  | 18  |
|  |  | 4. | Liga de Cuenca     | 16 | 6  | 5  | 5  | 23 | 21 | +2  | 17  |
|  |  | 5. | 9 de Octubre       | 16 | 5  | 7  | 4  | 26 | 31 | -5  | 17  |
|  |  | 6. | Everest            | 16 | 7  | 2  | 7  | 31 | 28 | +2  | 16  |
|  |  | 7. | Audaz Octubrino    | 16 | 4  | 8  | 4  | 19 | 17 | +2  | 16  |
|  |  | 8. | Deportivo Quevedo  | 16 | 4  | 3  | 9  | 20 | 35 | -15 | 11  |
|  |  | 9. | L. D. Estudiantil  | 16 | 1  | 3  | 12 | 16 | 52 | -36 | 5   |

PJ = Partidos jugados; PG = Partidos ganados; PE = Partidos empatados; PP = Partidos perdidos; GF = Goles a favor; GC = Goles en contra; DG = Diferencia de gol; PTS = Puntos
|  | Campeón, ascendió a la Segunda etapa de la Serie A 1979.    |
|  | Subcampeón, ascendió a la Segunda etapa de la Serie A 1979. |

### Campeón
|                                                                             |
| Manta Sport Club 1.er título Ascendió a la Segunda etapa de la Serie A 1979 |
| También ascendió Sociedad Deportiva Aucas como subcampeón.                  |

## Segunda etapa

### Relevo semestral de clubes
| Pos. | de la Primera etapa de la Serie A |
| ---- | --------------------------------- |
| 9º   | El Nacional                       |
| 10º  | Bonita Banana                     |

| Pos. | de la Primera etapa de la Serie B |
| ---- | --------------------------------- |
| 1º   | Manta Sport                       |
| 2º   | Aucas                             |

### Datos de los clubes
| Equipo             | Ciudad     | Provincia |
| ------------------ | ---------- | --------- |
| Audaz Octubrino    | Machala    | El Oro    |
| Bonita Banana      | Machala    | El Oro    |
| Deportivo Quevedo  | Quevedo    | Los Ríos  |
| El Nacional        | Quito      | Pichincha |
| Everest            | Guayaquil  | Guayas    |
| L. D. Estudiantil  | Guayaquil  | Guayas    |
| Liga de Cuenca     | Cuenca     | Azuay     |
| Liga de Portoviejo | Portoviejo | Manabí    |
| 9 de Octubre       | Guayaquil  | Guayas    |

### Equipos por ubicación geográfica
| Provincia | N.º | Equipos                                      |
| --------- | --- | -------------------------------------------- |
| Guayas    | 3   | - Everest - L. D. Estudiantil - 9 de Octubre |
| El Oro    | 2   | - Audaz Octubrino - Bonita Banana            |
| Azuay     | 1   | - Liga de Cuenca                             |
| Los Ríos  | 1   | - Deportivo Quevedo                          |
| Manabí    | 1   | - Liga de Portoviejo                         |
| Pichincha | 1   | - El Nacional                                |

| Liga de Portoviejo Audaz Octubrino Bonita Banana Everest L. D. Estudiantil 9 de Octubre Deportivo Quevedo El Nacional Liga de Cuenca |

### Partidos y resultados
| Fecha 1           | Fecha 1   | Fecha 1          |
| Equipo Local      | Resultado | Equipo Visitante |
| ----------------- | --------- | ---------------- |
| 9 de Octubre      | 0 - 0     | Audaz Octubrino  |
| Deportivo Quevedo | 2 - 0     | Everest          |
| Bonita Banana     | 1 - 0     | LDE              |
| El Nacional       | 0 - 0     | Liga de Cuenca   |

| Fecha 2            | Fecha 2   | Fecha 2           |
| Equipo Local       | Resultado | Equipo Visitante  |
| ------------------ | --------- | ----------------- |
| 9 de Octubre       | 2 - 0     | Deportivo Quevedo |
| Bonita Banana      | 3 - 2     | El Nacional       |
| Liga de Portoviejo | 1 - 0     | Audaz Octubrino   |
| Liga de Cuenca     | 3 - 0     | LDE               |

| Fecha 3            | Fecha 3   | Fecha 3          |
| Equipo Local       | Resultado | Equipo Visitante |
| ------------------ | --------- | ---------------- |
| Everest            | 2 - 1     | Bonita Banana    |
| Deportivo Quevedo  | 1 - 1     | Audaz Octubrino  |
| Liga de Portoviejo | 1 - 0     | 9 de Octubre     |
| El Nacional        | 3 - 0     | LDE              |

| Fecha 4         | Fecha 4   | Fecha 4            |
| Equipo Local    | Resultado | Equipo Visitante   |
| --------------- | --------- | ------------------ |
| Everest         | 4 - 4     | Liga de Portoviejo |
| Audaz Octubrino | 1 - 0     | El Nacional        |
| Bonita Banana   | 0 - 0     | Deportivo Quevedo  |
| Liga de Cuenca  | 1 - 1     | 9 de Octubre       |

| Fecha 5           | Fecha 5   | Fecha 5            |
| Equipo Local      | Resultado | Equipo Visitante   |
| ----------------- | --------- | ------------------ |
| Everest           | 0 - 0     | Liga de Cuenca     |
| Deportivo Quevedo | 1 - 0     | LDE                |
| Bonita Banana     | 0 - 0     | Audaz Octubrino    |
| El Nacional       | 0 - 1     | Liga de Portoviejo |

| Fecha 6            | Fecha 6   | Fecha 6           |
| Equipo Local       | Resultado | Equipo Visitante  |
| ------------------ | --------- | ----------------- |
| 9 de Octubre       | 0 - 6     | El Nacional       |
| Audaz Octubrino    | 0 - 6     | Everest           |
| Liga de Portoviejo | 2 - 1     | LDE               |
| Liga de Cuenca     | 0 - 0     | Deportivo Quevedo |

| Fecha 7           | Fecha 7   | Fecha 7            |
| Equipo Local      | Resultado | Equipo Visitante   |
| ----------------- | --------- | ------------------ |
| 9 de Octubre      | 2 - 3     | Everest            |
| LDE               | 1 - 0     | Audaz Octubrino    |
| Bonita Banana     | 1 - 1     | Liga de Cuenca     |
| Deportivo Quevedo | 1 - 1     | Liga de Portoviejo |

| Fecha 8           | Fecha 8   | Fecha 8            |
| Equipo Local      | Resultado | Equipo Visitante   |
| ----------------- | --------- | ------------------ |
| Everest           | 4 - 0     | LDE                |
| 9 de Octubre      | 3 - 3     | Bonita Banana      |
| Deportivo Quevedo | 0 - 1     | El Nacional        |
| Liga de Cuenca    | 1 - 0     | Liga de Portoviejo |

| Fecha 9            | Fecha 9   | Fecha 9          |
| Equipo Local       | Resultado | Equipo Visitante |
| ------------------ | --------- | ---------------- |
| 9 de Octubre       | 3 - 3     | LDE              |
| Audaz Octubrino    | 3 - 1     | Liga de Cuenca   |
| Liga de Portoviejo | 0 - 0     | Bonita Banana    |
| El Nacional        | 1 - 0     | Everest          |

| Fecha 10        | Fecha 10  | Fecha 10          |
| Equipo Local    | Resultado | Equipo Visitante  |
| --------------- | --------- | ----------------- |
| LDE             | 2 - 0     | Bonita Banana     |
| Everest         | 2 - 1     | Deportivo Quevedo |
| Audaz Octubrino | 1 - 0     | 9 de Octubre      |
| Liga de Cuenca  | 3 - 1     | El Nacional       |

| Fecha 11           | Fecha 11  | Fecha 11         |
| Equipo Local       | Resultado | Equipo Visitante |
| ------------------ | --------- | ---------------- |
| 9 de Octubre       | 3 - 2     | Liga de Cuenca   |
| Liga de Portoviejo | 1 - 0     | Everest          |
| Deportivo Quevedo  | 1 - 0     | Bonita Banana    |
| El Nacional        | 2 - 0     | Audaz Octubrino  |

| Fecha 12        | Fecha 12  | Fecha 12           |
| Equipo Local    | Resultado | Equipo Visitante   |
| --------------- | --------- | ------------------ |
| LDE             | 0 - 1     | El Nacional        |
| 9 de Octubre    | 2 - 1     | Liga de Portoviejo |
| Bonita Banana   | 1 - 2     | Everest            |
| Audaz Octubrino | 0 - 1     | Deportivo Quevedo  |

| Fecha 13          | Fecha 13  | Fecha 13           |
| Equipo Local      | Resultado | Equipo Visitante   |
| ----------------- | --------- | ------------------ |
| LDE               | 0 - 0     | Liga de Cuenca     |
| Audaz Octubrino   | 1 - 2     | Liga de Portoviejo |
| Deportivo Quevedo | 3 - 0     | 9 de Octubre       |
| El Nacional       | 2 - 1     | Bonita Banana      |

| Fecha 14           | Fecha 14  | Fecha 14          |
| Equipo Local       | Resultado | Equipo Visitante  |
| ------------------ | --------- | ----------------- |
| LDE                | 2 - 1     | Deportivo Quevedo |
| Audaz Octubrino    | 1 - 2     | Bonita Banana     |
| Liga de Portoviejo | 1 - 0     | El Nacional       |
| Liga de Cuenca     | 2 - 3     | Everest           |

| Fecha 15           | Fecha 15  | Fecha 15          |
| Equipo Local       | Resultado | Equipo Visitante  |
| ------------------ | --------- | ----------------- |
| LDE                | 1 - 5     | Everest           |
| Liga de Portoviejo | 5 - 0     | Liga de Cuenca    |
| Bonita Banana      | 1 - 1     | 9 de Octubre      |
| El Nacional        | 1 - 0     | Deportivo Quevedo |

| Fecha 16          | Fecha 16  | Fecha 16           |
| Equipo Local      | Resultado | Equipo Visitante   |
| ----------------- | --------- | ------------------ |
| LDE               | 2 - 2     | Liga de Portoviejo |
| Everest           | 1 - 2     | Audaz Octubrino    |
| Deportivo Quevedo | 3 - 0     | Liga de Cuenca     |
| El Nacional       | 3 - 1     | 9 de Octubre       |

| Fecha 17           | Fecha 17  | Fecha 17          |
| Equipo Local       | Resultado | Equipo Visitante  |
| ------------------ | --------- | ----------------- |
| Everest            | 3 - 2     | 9 de Octubre      |
| Audaz Octubrino    | 1 - 0     | LDE               |
| Liga de Portoviejo | 0 - 1     | Deportivo Quevedo |
| Liga de Cuenca     | 1 - 1     | Bonita Banana     |

| Fecha 18       | Fecha 18  | Fecha 18           |
| Equipo Local   | Resultado | Equipo Visitante   |
| -------------- | --------- | ------------------ |
| 9 de Octubre   | 1 - 2     | LDE                |
| Everest        | 0 - 1     | El Nacional (C)    |
| Bonita Banana  | 3 - 1     | Liga de Portoviejo |
| Liga de Cuenca | 2 - 1     | Audaz Octubrino    |

### Tabla de posiciones
|  |  |    | Equipo             | PJ | PG | PE | PP | GF | GC | DG  | PTS |
|  |  | -- | ------------------ | -- | -- | -- | -- | -- | -- | --- | --- |
|  |  | 1. | El Nacional        | 16 | 10 | 1  | 5  | 24 | 11 | +13 | 21  |
|  |  | 2. | Everest            | 16 | 9  | 2  | 5  | 35 | 19 | +16 | 20  |
|  |  | 3. | Liga de Portoviejo | 16 | 8  | 4  | 4  | 20 | 16 | +4  | 20  |
|  |  | 4. | Deportivo Quevedo  | 16 | 6  | 5  | 5  | 23 | 21 | +2  | 17  |
|  |  | 5. | Liga de Cuenca     | 16 | 4  | 7  | 5  | 17 | 22 | -5  | 15  |
|  |  | 6. | Bonita Banana      | 16 | 4  | 6  | 6  | 18 | 19 | -1  | 14  |
|  |  | 7. | Audaz Octubrino    | 16 | 5  | 3  | 8  | 12 | 20 | -5  | 13  |
|  |  | 8. | 9 de Octubre       | 16 | 3  | 5  | 8  | 21 | 33 | -12 | 11  |
|  |  | 9. | L. D. Estudiantil  | 16 | 4  | 3  | 9  | 14 | 27 | -13 | 11  |

PJ = Partidos jugados; PG = Partidos ganados; PE = Partidos empatados; PP = Partidos perdidos; GF = Goles a favor; GC = Goles en contra; DG = Diferencia de gol; PTS = Puntos
|  | Campeón, ascendió a la Serie A 1980.      |
|  | Disputaron el Desempate por el subtítulo. |

### Campeón
|                                                                   |
| Club Deportivo El Nacional 1.er título Ascendió a la Serie A 1980 |
| También ascendió Club Deportivo Everest como subcampeón.          |

## Tabla acumulada
|  |  |     | Equipo             | PJ | PG | PE | PP | GF | GC | DG  | PTS |
|  |  | --- | ------------------ | -- | -- | -- | -- | -- | -- | --- | --- |
|  |  | 1.  | Everest            | 32 | 15 | 6  | 11 | 50 | 44 | +14 | 36  |
|  |  | 2.  | Liga de Portoviejo | 32 | 14 | 10 | 8  | 38 | 29 | +9  | 36  |
|  |  | 3.  | Liga de Cuenca     | 32 | 10 | 12 | 10 | 40 | 43 | -3  | 32  |
|  |  | 4.  | Audaz Octubrino    | 32 | 9  | 11 | 12 | 31 | 37 | -6  | 29  |
|  |  | 5.  | Deportivo Quevedo  | 32 | 11 | 7  | 14 | 35 | 45 | -10 | 29  |
|  |  | 6.  | 9 de Octubre       | 32 | 8  | 12 | 12 | 47 | 64 | -17 | 28  |
|  |  | 7.  | Manta Sport        | 16 | 10 | 3  | 3  | 40 | 12 | +28 | 23  |
|  |  | 8.  | Aucas              | 16 | 9  | 3  | 4  | 36 | 20 | +16 | 21  |
|  |  | 9.  | El Nacional        | 16 | 10 | 1  | 5  | 24 | 11 | +13 | 21  |
|  |  | 10. | Bonita Banana      | 16 | 4  | 6  | 6  | 18 | 19 | -1  | 14  |
|  |  | 11. | L. D. Estudiantil  | 32 | 5  | 6  | 21 | 30 | 79 | -49 | 16  |

PJ = Partidos jugados; PG = Partidos ganados; PE = Partidos empatados; PP = Partidos perdidos; GF = Goles a favor; GC = Goles en contra; DG = Diferencia de gol; PTS = Puntos
|  | Ascendieron a la Serie A como Campeones.  |
|  | Ascendió a la Serie A como Subcampeón.    |
|  | Disputaron el Desempate por el subtítulo. |

## Desempate por el subtítulo
La disputaron entre Everest y Liga Deportiva Universitaria de Portoviejo, ganando el equipo baisano.
| Ciudad | Equipo local       | Resultado     | Equipo visitante   |
| --- | ------------------ | ------------- | ------------------ |
| Portoviejo | Liga de Portoviejo | 2 - 1         | Everest            |
| Guayaquil | Everest            | 2 - 1         | Liga de Portoviejo |
| Milagro | Everest            | 0 (8) - 0 (7) | Liga de Portoviejo |
| Everest ascendió a la Serie A de 1980 al ganar el Desempate por el Subtítulo en la definición por tiros penales por marcador de 8-7, tras empatar con el marcador global de 3-3. |                    |               |                    |

## Goleador
| Jugador             | Equipo  | Goles |
| ------------------- | ------- | ----- |
| Miguel Adolfo López | Everest | 20    |